# Cass Township (comté de Clayton, Iowa)
Pour les articles homonymes, voir Cass Township.
Cass Township est un township, du comté de Clayton en Iowa, aux États-Unis,.
Le township est nommé en l'honneur de Lewis Cass.

## Source de la traduction
- (en) Cet article est partiellement ou en totalité issu de l’article de Wikipédia en anglais intitulé « Cass Township, Clayton County, Iowa » (voir la liste des auteurs).